# Стефан Христов (инженер)
 Тази статия е за машинния инженер и член-кореспондент на БАН.  За други с това име вижте Стефан Христов.  
Стефан Христов Христов е български машинен инженер, специалист в областта на заваръчната наука и практика, член-кореспондент на Българската академия на науките.

## Биография
Роден е в Русе на 3 януари 1938 г. През 1962 г. завършва Техническия университет (тогава ВМЕИ) в София, специалност „Технология на машиностроенето“ и постъпва на работа в Русенската корабостроителница като инженер технолог, старши технолог и началник на отдел „Заваряване“.
От 1978 година е последователно асистент, старши асистент, главен асистент и доцент в Русенския университет „Ангел Кънчев“, както и заместник декан на Машинно-технологичния факултет. През 1986–1987 г. е доцент и декан на Машинно-технологичния факултет на филиала на Техническия университет в Пловдив. От 1988 г. е доцент и професор в Института по металознание, съоръжения и технологии „Акад. А. Балевски“ с Център по хидро- и аеродинамика (ИМСТЦХА). През 1974 г. защитава научно-образователната степен „доктор“ (тогава „кандидат на техническите науки“), а през 1995 г. – научната степен „доктор на техническите науки“.
През 2004 г. е избран за член-кореспондент на Българската академия на науките.
Член е на Научния съвет на Института по металознание, съоръжения и технологии. Председател е на Управителния съвет и член на Изпълнителното бюро на Българския център за квалификация по заваряване, член е на Националния съвет на Българския съюз по заваряване. Той е един от редакторите на международното списание Journal of Materials Science and Technology от неговото създаване.

## Научни приноси
Чл.-кор. д.т.н. Стефан Христов е автор на повече от 250 публикации в български и чуждестранни издания, както и на две монографии. Притежава 9 авторски свидетелства.
Негово дело е концепция за образуване и развитие на собствените заваръчни напрежения и нов подход за количествена оценка на устойчивостта на заварените съединения срещу образуването на студени заваръчни пукнатини. Автор е на хипотеза и модел на процеса на намаляване на остатъчните заваръчни напрежения чрез локално взривно обработване.

## Отличия
Стефан Христов е отличен с почетния знак на БАН „Марин Дринов“ на лента и със златен медал от Световната изложба на младите изобретатели „EXPO – 91“.